# Spinochordodes tellinii
Spinochordodes tellinii (Camerano, 1888) è un verme nematomorfo che vive in acqua una parte della propria vita. La caratteristica di questa specie è che gli insetti che riesce a parassitare, specialmente grilli e cavallette, mutano il loro comportamento e sono spinti dal parassita a tuffarsi nell'acqua dove andranno incontro ad una sicura morte. Il parassita lascia quindi il suo ospite; il verme adulto vive e si riproduce nell'acqua. Questo verme non porta il suo ospite a cercare l'acqua da lontano, ma solo quando si trova già vicino ad essa.
Le larve microscopiche sono ingerite dall'insetto ospite e si sviluppano al suo interno in vermi che possono essere tre o quattro volte più lunghi di esso.